# Gyerkes Mihály
Gyerkes Mihály (Moha, 1873. április 12. – Székelyudvarhely, 1942. augusztus 20.) erdélyi magyar újságíró, szerkesztő, tankönyvíró, népművelő, botanikus.

## Életútja
A székelykeresztúri tanítóképző elvégzése (1893) után vidéken tanított, majd a székelyudvarhelyi állami elemi iskolát igazgatta 1930-ig. Mint a korszerű gyümölcstermesztés úttörője falusi tanfolyamokat, "gyümölcsközségek"-et szervezett, a termelőket szövetkezetekbe tömörítette, megalapította a Siculia Gyümölcstermesztő és Értékesítő Szövetkezetet. Titkári minőségében fellendítette a megyei tanítóegyletet, szerkesztésében jelent meg a Tanítók Lapja (1921–27), a Siculia Gazdalap (1934–36) és folytatása a Gyümölcsöskert (1937).

## Kötetei
- Román vizsgák könyve (összefoglaló tankönyv, Buna Annával, Székelyudvarhely 1924);
- A népművelés vezérkönyve (Tanítók útmutatója, népoktatási tanácsadó, Székelyudvarhely 1926);
- Szervezkedjünk kertészeti termelésre (Székelyudvarhely 1928);
- A legújabb gyümölcstermelés (Székelyudvarhely 1931);
- Gyümölcsfák védelme (Székelyudvarhely 1937; románul is).